# Dick van den Polder
Dick van den Polder (Róterdam, 23 de septiembre de 1934 - ibídem, 21 de octubre de 2013) fue un futbolista profesional neerlandés que jugaba en la posición de centrocampista.

## Biografía
Dick van den Polder debutó como futbolista profesional en 1954 a los 20 años de edad con el Excelsior Rotterdam. Jugó durante un total de diez temporadas en las que llegó a jugar 199 partidos. Tras retirarse como futbolista en 1964 se dedicó a la profesión de reportero futbolístico en la Eredivisie.
Dick van den Polder falleció el 21 de octubre de 2013 en Róterdam a los 79 años de edad.

## Clubes
| Club                | País         | Año         | Partidos | Goles |
| ------------------- | ------------ | ----------- | -------- | ----- |
| Excelsior Rotterdam | Países Bajos | 1954 - 1964 | 199      | ¿?    |